# Maxillaria williamsii
Maxillaria williamsii är en orkidéart som beskrevs av Dodson. Maxillaria williamsii ingår i släktet Maxillaria och familjen orkidéer.
Artens utbredningsområde är Ecuador. Inga underarter finns listade i Catalogue of Life.